# Mabel Pesen
Mabel Pessen (Buenos Aires; 29 de diciembre de 1936-Buenos Aires; 16 de mayo de 2022) fue una actriz argentina de radioteatro, teleteatro, con participaciones en cine y teatro.

## Carrera
Nació en el porteño barrio de Barracas. Inició su carrera artística en 1962 en el ciclo televisivo Señoritas alumnas de Abel Santa Cruz y luego realizó Su comedia favorita y Estrellita, esa pobre campesina, convirtiéndose en una eficaz actriz de reparto y de composición.
En 1973 participó del exitoso programa Pobre diabla de Alberto Migré, que la contó entre sus actrices de reparto favorita. Participó en más de 25 ciclos televisivos, varias obras teatrales como Las mujeres siempre son y cuatro películas.
En televisión se destacó, y participó de ciclos como Aprender a vivir, Fabián 2 Mariana 0, Chau, amor mío, Vos y yo, toda la vida, Para todos, entre otros.
En teatro participó en la obra Las mujeres siempre son.
En 1985 realizó su primera intervención cinematográfica en Los gatos, de Carlos Borcosque, y en el mismo año participa también en Sucedió en el internado, de Emilio Vieyra, luego realizó otras dos películas en 1998.
En 2008 participó en el programa Aquí no hay quien viva, donde destacó.
En 2009 participó en un sketch en Showmatch, donde actuó junto a Guillermo Francella y Marcelo Tinelli.
En 2015 protagonizó el videoclip "Lobo Hombre en París", de la banda de rock argentina Cieloinfierno.
Asimismo, además de su labor actoral, fue integrante de la Asociación Argentina de Actores, en la cual se desempeñó como secretaria mutual entre 1996 y 2000.
Falleció el 16 de mayo de 2022 a los ochenta y cinco años.

## Filmografía
- 1968: Psexoanálisis
- 1970: Un gaucho con plata
- 1985: Sucedió en el internado
- 1985: Los gatos
- 1989: Desnudando el variete
- 1996: Evita - Dir. Allan Parker
- 1998: Mala época
- 1998: Tango
- 2005: Al fin mi vida
- 2009: Cuestión de principios
- 2011: Madres de Mayo
- 2011: El abismo
- 2012: Huellas
- 2012: Cuatro de copas
- 2013: La boleta
- 2013: Cartas a mi padre
- 2015: Lobo hombre en Paris
- 2016: Almas en furia
- 2019: Bora Bora

## Televisión
- Adictos (2011)
- Showmatch (2009)
- Aquí no hay quien viva (2008)
- Televisión por la identidad (2007)
- Nietos de la esperanza (2007)
- La ley del amor (2006)
- Se dice amor (2006)
- Casados con hijos (2005)
- Locas de amor (2004)
- La pequeña nuez de Adán (2004)
- Rincón de luz (2003)
- Máximo corazón (2002)
- Maridos a domicilio (2002)
- Los simuladores (2002)
- Tuve tu amor (2001)
- Buenos vecinos (1999)
- Verano del 98 (1998)
- Naranja y media (1997)
- Como pan caliente (1996)
- La marca del deseo (1994)
- Esos que dicen amarse (1993)
- Una voz en el teléfono (1990)
- La extraña dama (1989)
- La bonita pagina (1988)
- Por siempre amigos (1987)
- El hombre que amo (1986)
- Tal como somos (1984)
- Un hombre como vos (1982)
- Aprender a vivir (1982)
- Fabián 2 Mariana 0  (1980)
- Chau, amor mío (1979)
- Vos y yo, toda la vida (1978)
- Pablo en nuestra piel (1977)
- Tu rebelde ternura (1975)
- Dos a quererse (1974)
- Pobre diabla (1973)
- Estrellita, esa pobre campesina (1968)
- Su comedia favorita (1965)
- Señoritas alumnas (1962)

## Premios
- 2095: Premio Podestá a la trayectoria honorable
- 2013: Medalla de 50 años de la Asociación Argentina de Actores.[2]